# روحب
الروحب
نبات عشبي يستعمل في الطب الشعبي.

## الموطن والإنتشار
نبات ينتشر في المناطق الجبلية من اليمن و المنلطق الجبلية من المملكة السعودية .

## الاستعمال
تستعمل عيدانه المجففة دون الأوراف في الطب الشعبي للتقليل من أعراض القولون العصبي.

تحذير: نظرا لنقص المعلومات الخاصة بهذه النبتة ينصح بإستعمالها بحذر.